# Kaliumhexafluoronickelat(IV)
Kaliumhexafluoronickelat(IV) ist eine anorganische chemische Verbindung aus der Gruppe der Kaliumfluorkomplexe.

## Gewinnung und Darstellung
Kaliumhexafluoronickelat(IV) kann durch Reaktion von Kaliumchlorid mit Nickel(II)-chlorid und Fluor bei 275 °C gewonnen werden.
{\displaystyle \mathrm {2\ KCl+NiCl_{2}+3\ F_{2}\longrightarrow K_{2}[NiF_{6}]+2\ Cl_{2}} }

## Eigenschaften
Kaliumhexafluoronickelat(IV) ist ein diamagnetisches leuchtend rotes Salz, das mit Wasser unter Gasentwicklung und Bildung eines schwarzen Niederschlages reagiert. Er wird von Wasserstoff bei 200 °C reduziert und besitzt eine Kristallstruktur vom Kaliumhexachloroplatinat(IV)-Typ mit einem Gitterparameter von a = 8,109 Å.

## Verwendung
Kaliumhexafluoronickelat(IV) wird als Ausgangsstoff zur Herstellung der starken Oxidations- und Fluorierungsmittel Nickel(III)-fluorid und Nickel(IV)-fluorid verwendet. Es wird in der organischen Chemie auch als Fluorierungsmittel eingesetzt.